# Karl-Adolf Hollidt
Karl Adolf-Hollidt (Spira, 28 aprile 1891 – Siegen, 22 maggio 1985) è stato un generale e criminale di guerra tedesco, noto per essere stato comandante della 6ª Armata della Wehrmacht.

## Biografia
Hollidt si arruolò nell'Esercito imperiale tedesco nel 1909. Durante la prima guerra mondiale, prestò servizio sul Fronte occidentale e venne decorato con due croci di ferro, una di I e l'altra di II classe. Finita la guerra, rimase nelle file del Reichswehr (l'esercito della Repubblica di Weimar). Dal 1935, prestò servizio nello stato maggiore generale e come capo dello stato maggiore di un corpo d'armata della Wehrmacht. All'inizio della seconda guerra mondiale, prestò servizio come comandante della 52ª Divisione di fanteria. Dal 1º settembre del 1939, prestò servizio come capo dello stato maggiore del comandante in capo del teatro occidentale Generale Johannes Blaskowitz. Dal ottobre del 1940 fu comandante della 50ª Divisione di fanteria in Grecia. Promosso al rango di Generale, comandò il XVII Corpo d'armata, che aveva il compito di partecipare all'Operazione Tempesta Invernale, un tentativo di rompere l'accerchiamento sovietico alla 6ª Armata del generale Friedrich Paulus a Stalingrado. Dopo la resa della 6ª Armata, questa fu ricostituita nel marzo del 1943 e a lui fu affidato il comando. il 1º settembre del 1943 fu promosso al grado di Generaloberst (Colonnello generale). Nel 1944, la sua 6ª Armata soffri pesanti perdite durante la ritirata dal Dnepr. Hollidt fu sollevato dal comando e posto nella riserva dell'esercito. Nel 1945, fu preso prigioniero dalle forze statunitensi. Dopo il processo all'alto comando tedesco a Norimberga, fu accusato dell'uso illegale dei prigionieri di guerra e della deportazione e dell'uso schiavistico delle popolazioni civili. Fu condannato a 5 anni di carcere; dopo un periodo di buona condotta fu rilasciato nel dicembre del 1949. Morì nel 1985, e fu l'ultimo colonnello generale sopravvissuto della Wehrmacht.